# Valentin Ernst Löscher

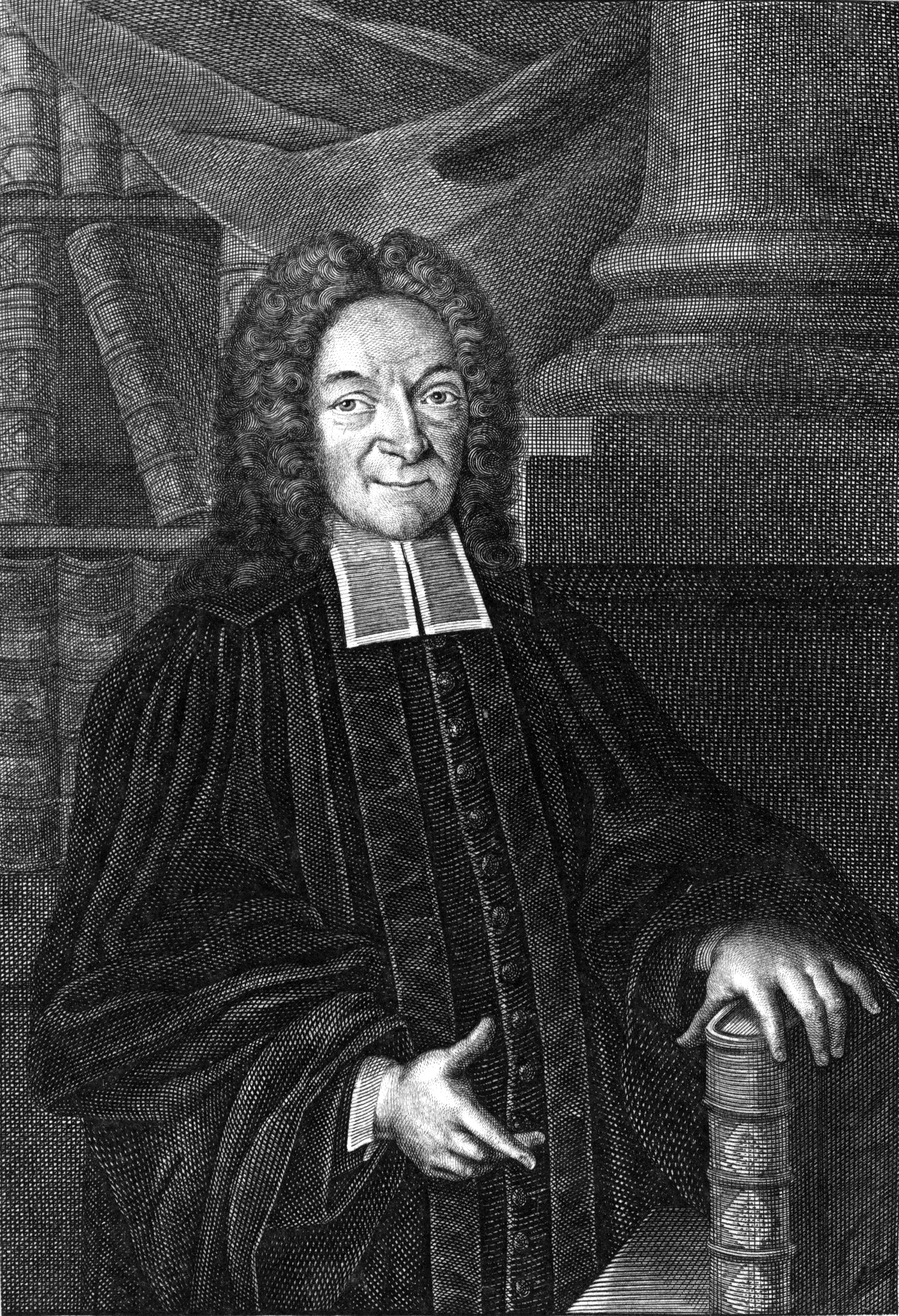
Valentin Ernst Löscher.

Valentin Ernst Löscher, född 29 december 1673 i Sondershausen, död 12 februari 1749 i Dresden, var en tysk luthersk teolog.
Löscher studerade vid det mot pietismen fientliga universitetet i Wittenberg. Han blev 1698 pastor och superintendent i Jüterbog, 1701 superintendent i Delitzsch, 1707 professor i Wittenberg, 1709 pastor vid Korskyrkan i Dresden samt superintendent och medlem av överkonsistoriet där. Redan i Jüterbog hade han börjat ge ut en teologisk tidskrift - den första i sitt slag - som kom ut under olika titlar. Nyheten väckte uppseende och genom sitt fylliga och sakliga innehåll fick tidskriften mycket stort anseende. Särskilt betydelsefull var den granskning som Löscher gjorde av den pietistiska riktningen. Löscher blev efterhand den egentlige ledaren på den lutherska ortodoxins sida. Trots sin negativa syn på pietismen i teologiskt hänseende uppskattade Löscher dess praktiska strävanden. Hans antipietistiska huvudarbete Vollständiger Timotheus Verinus är än i dag basen för den vetenskapliga uppfattningen av pietismen. Löscher uppträdde även som en skarpsynt kritiker av den romersk-katolska kyrkan och den Leibniz-Wolfska filosofin. Han gjorde sig dessutom känd som flitig kyrkohistorisk forskare, särskilt av reformationens historia. 